# Zwartkopspecht
De zwartkopspecht (Picus erythropygius) is een vogelsoort uit de familie van de spechten (de Picidae).

## Verspreiding en leefgebied
Deze soort komt voor in Cambodja, Laos, Thailand, Myanmar en Vietnam. Het habitat beslaat gematigde bossen tot subtropische of tropische laaglandbossen.
De soort telt twee ondersoorten:
- Picus erythropygius nigrigenis: Myanmar en westelijk Thailand.
- Picus erythropygius erythropygius: noordoostelijk Thailand en Indochina.

Japanse groene specht (P. awokera) ·
grijskopspecht (P. canus) ·
kleine geelkuifspecht (P. chlorolophus) ·
Sumatraanse grijskopspecht (P. dedemi) ·
zwartkopspecht (P. erythropygius) ·
vuurvleugelspecht (P. puniceus) ·
roodkraagspecht (P. rabieri) ·
Iberische groene specht (P. sharpei) ·
geschubde groene specht (P. squamatus) ·
Levaillants specht (P. vaillantii) ·
Birmese schubbuikspecht (P. viridanus) ·
groene specht (P. viridis) ·
grote schubbuikspecht (P. vittatus) ·
kleine schubbuikspecht (P. xanthopygaeus)